# Stylodipus andrewsi
Stylodipus andrewsi (трипалий тушканчик Ендрюса) (Allen, 1925) — один з трьох видів, що представляють рід Кандибка (Stylodipus).

## Систематика
Вперше вид був описаний Джоелем Аленом в 1925 році біля гори Ускук в південній Монголії.

## Поширення
Поширений у Китаї (Внутрішня Монголія, північ Хебей, північ Шаньсі, північ Шеньсі, Ганьсу, Нінся (Ma et al., 1987; Qin, 1991; Wang, 2003; Zheng and Zhang, 1990) та Монголії (північний захід, південь та центр, на схід від долини Барун-Хурай).